# ロイヤル・オーク級戦列艦
ロイヤル・オーク級戦列艦(Royal Oak class ships of the line)はジョン・ウィリアムズ設計のイギリス海軍の74門3等戦列艦。アルフレッド級はロイヤル・オーク級の拡大型である。

## 同型艦
| 艦名             | 造船所                           | 発注           | 進水           | その後     |
| ---------------- | -------------------------------- | -------------- | -------------- | ---------- |
| ロイヤル・オーク | プリマス工廠                     | 1765年11月13日 | 1769年11月13日 | 1815年解体 |
| コンカラー       | プリマス工廠                     | 1768年10月12日 | 1773年10月18日 | 1794年解体 |
| ベッドフォード   | ウリッジ工廠                     | 1768年10月12日 | 1775年10月27日 | 1817年解体 |
| ヘクター         | アダムス造船所（デットフォード） | 1771年1月14日  | 1774年5月27日  | 1816年解体 |
| ヴェンジャンス   | ランデール造船所（ロザーハイス） | 1771年1月14日  | 1774年6月25日  | 1816年解体 |
| サルタン         | バーナード造船所（ハリッジ）     | 1771年1月14日  | 1775年12月23日 | 1816年解体 |